# Kim cang hai tán
Kim cang hai tán (danh pháp: Smilax biumbellata0 là một loài thực vật có hoa trong họ Smilacaceae. Loài này được T.Koyama miêu tả khoa học đầu tiên năm 1974.